# Stern-Apotheke (St. Gallen)

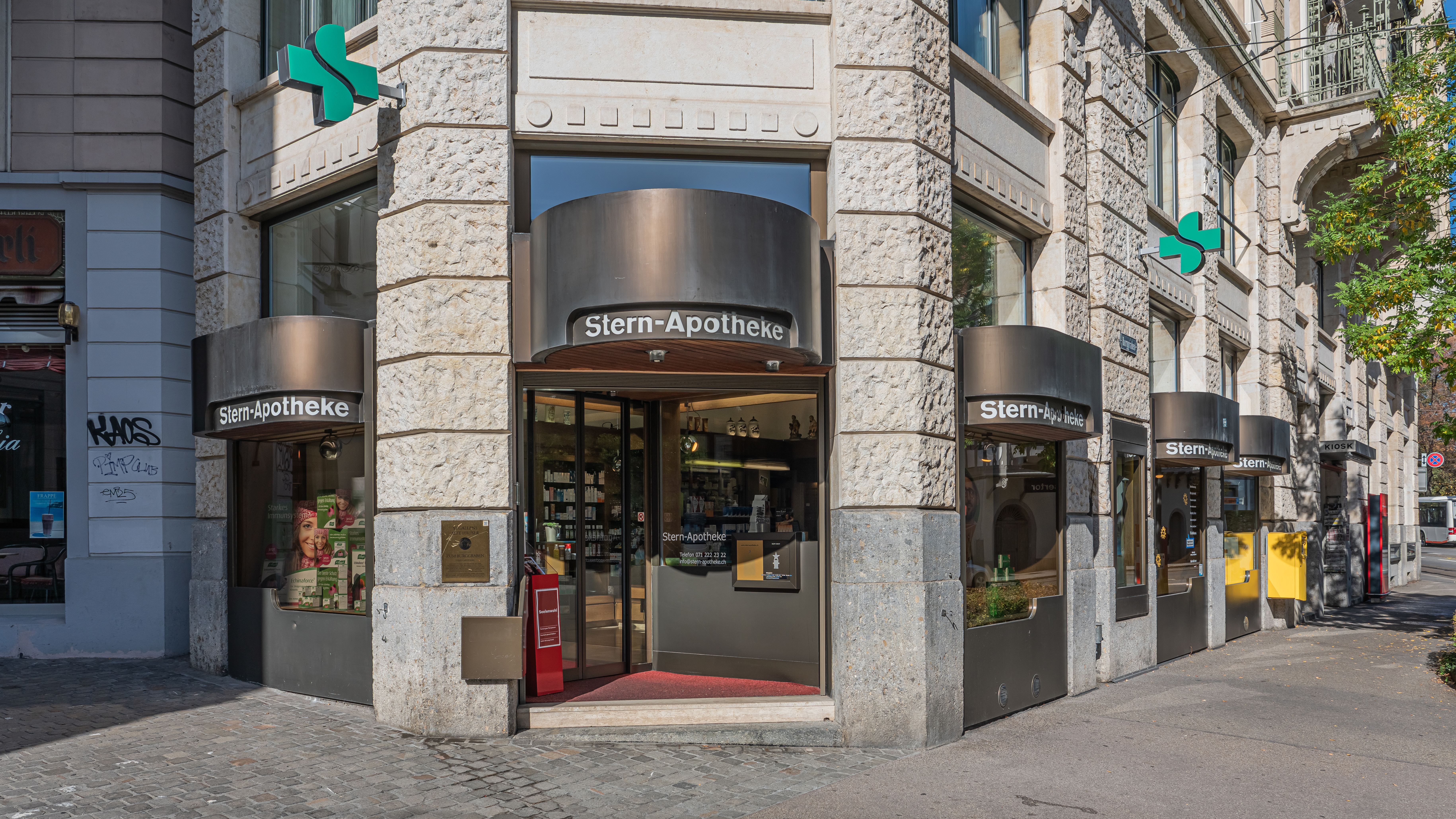
Eingang und Schaufenster der Stern-Apotheke

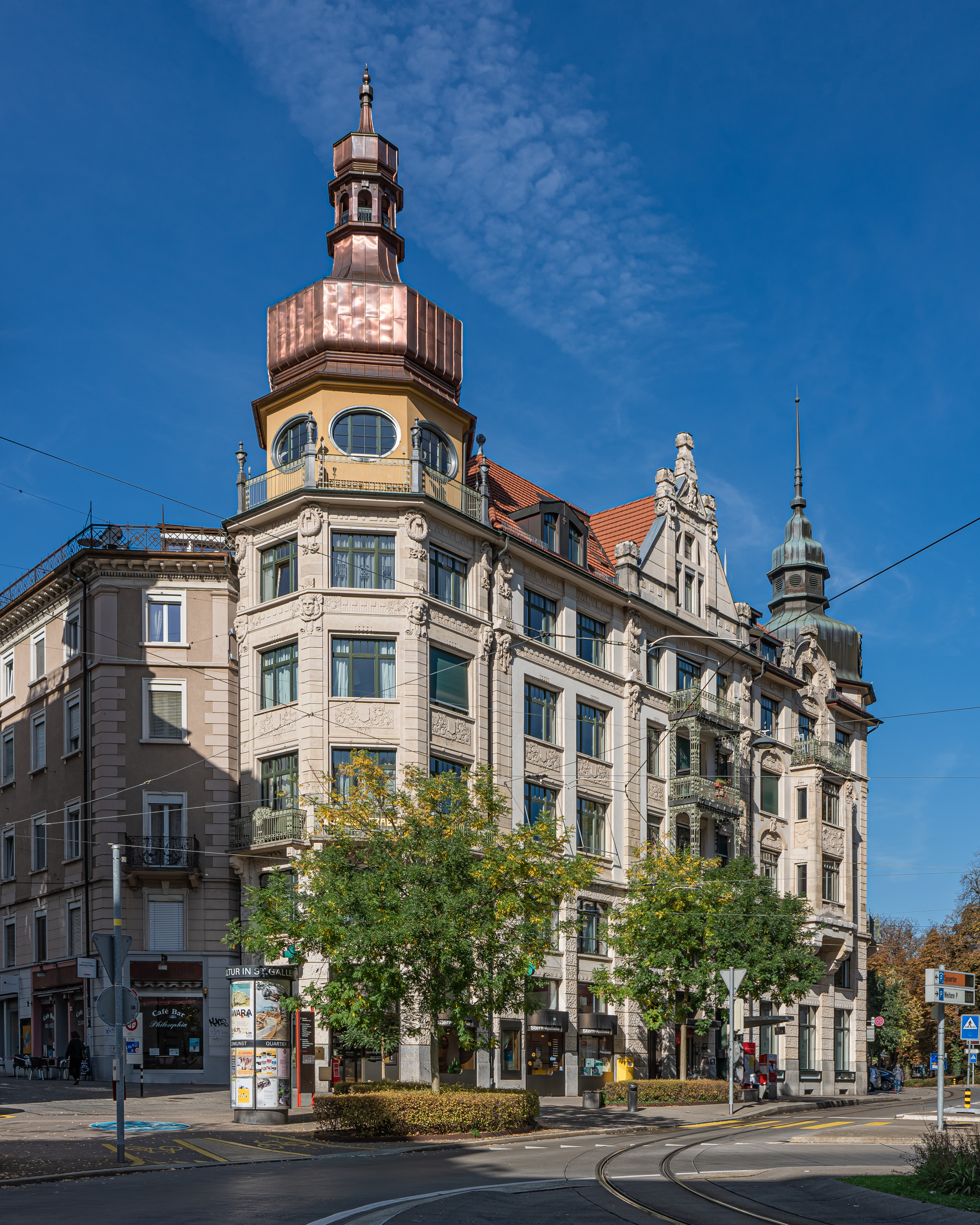
Das Jugendstil-Gebäude mit der Apotheke

Die Stern-Apotheke ist die älteste noch existierende Apotheke in St. Gallen.

## Geschichte
Der Apotheker Daniel Meyer und der Arzt Kaspar Tobias Zollikofer gründeten im Jahr 1803 gemeinsam im „Haus zum blauen Himmel“ in der Spisergasse 30 in St. Gallen eine Apotheke. Später befand diese sich im Alleinbesitz Meyers, der sie 1859 an Rudolf Morel verkaufte. In dessen Händen blieb sie jedoch nur zwei Jahre bis zur Übernahme durch Conrad Rehsteiner. Dieser verlegte die Apotheke bald darauf in das Haus „Zum Sternen“ in der Spisergasse 19. Seit diesem Umzug trägt die Apotheke ihren derzeitigen Namen. Conrad Rehsteiner übergab die Apotheke 1895 seinem Sohn Hugo Rehsteiner, der später Kantonschemiker wurde. 1911 kaufte Robert Mario Alther, der bei Rehsteiner ausgebildet worden war, die Apotheke. Zwei Jahre später zog diese wiederum um, diesmal in das Jugendstilgebäude „Zum Burggraben“, das zehn Jahre vor diesem Umzug auf den Fundamenten der alten Stadtmauer am Spisertor erbaut worden war. Die Apotheke blieb seit der Übernahme durch Robert Mario Alther im Familienbesitz und wird mittlerweile in der dritten Generation von Angehörigen der Familie Alther geführt. Das Haus, in dem sie sich befindet, steht unter Denkmalschutz.